# Luftenberg an der Donau
Luftenberg an der Donau ist eine Marktgemeinde in Oberösterreich im Mühlviertel im Bezirk Perg mit 4319 Einwohnern (Stand 1. Jänner 2024).
Die Gemeinde gehört zum Gerichtsbezirk Perg mit dem zuständigen Bezirksgericht in Perg.
Der Ortskern auf 295 m ü. A. befindet sich ungefähr 13 Kilometer südöstlich vom Zentrum der Landeshauptstadt Linz. Das Gemeindegebiet erstreckt sich auf Flächen nördlich und südlich der Donau.
Gräberfunde, die Existenz alter Kultstätten, eine spätbronzezeitliche Wallburg auf dem Luftenberg u. a. verweisen auf eine Besiedlung des durch die Lage an der Donau und der Mündung der Traun strategisch günstig gelegenen Ortes bereits in der Bronzezeit.
Die erstmalige urkundliche Erwähnung Luftenbergs erfolgte bereit um das Jahr 900, während Abwinden 1208 das erste Mal genannt wurde. Luftenberg war im Mittelalter Standort der Veste Luftenberg, während die Hofmark Abwinden mit Donauhafen und Ladstadt zur Donauveste Spielberg gehörte. Bedeutender Wirtschaftsfaktor war neben dem Salzhandel der Bergbau in Steinbrüchen.
Entwicklungsgeschichtlich besteht ein enger Zusammenhang mit der Marktgemeinde St. Georgen an der Gusen, was sich heute noch in der Pfarrzugehörigkeit ausdrückt. Eine stärkere Eigenständigkeit der Gemeinde Luftenberg wurde erst durch das starke Bevölkerungswachstum in der zweiten Hälfte des 20. Jahrhunderts forciert und durch die Schaffung eigener Schulen und Kindergärten sowie die Schaffung eigener Infrastruktur und vereinzelte Ansiedelung von Betrieben verwirklicht. Ein Großteil der Berufstätigen pendelt zu Arbeitsplätzen in den Industrie- und Dienstleistungsunternehmen in Linz.
Seit 14. August 1937 gehört zum Gemeindegebiet Luftenbergs auf Grund eines freiwilligen Zusammenschlusses auch die bis dahin selbständige Gemeinde Pürach. Die Markterhebung Luftenbergs erfolgte am 8. Februar 2010. Durch die Lage am Donau- und Traunradweg sowie dem Donausteig und dem Jakobsweg Österreich stellt auch der Tourismus ein wirtschaftliches Potential dar.

## Geografie

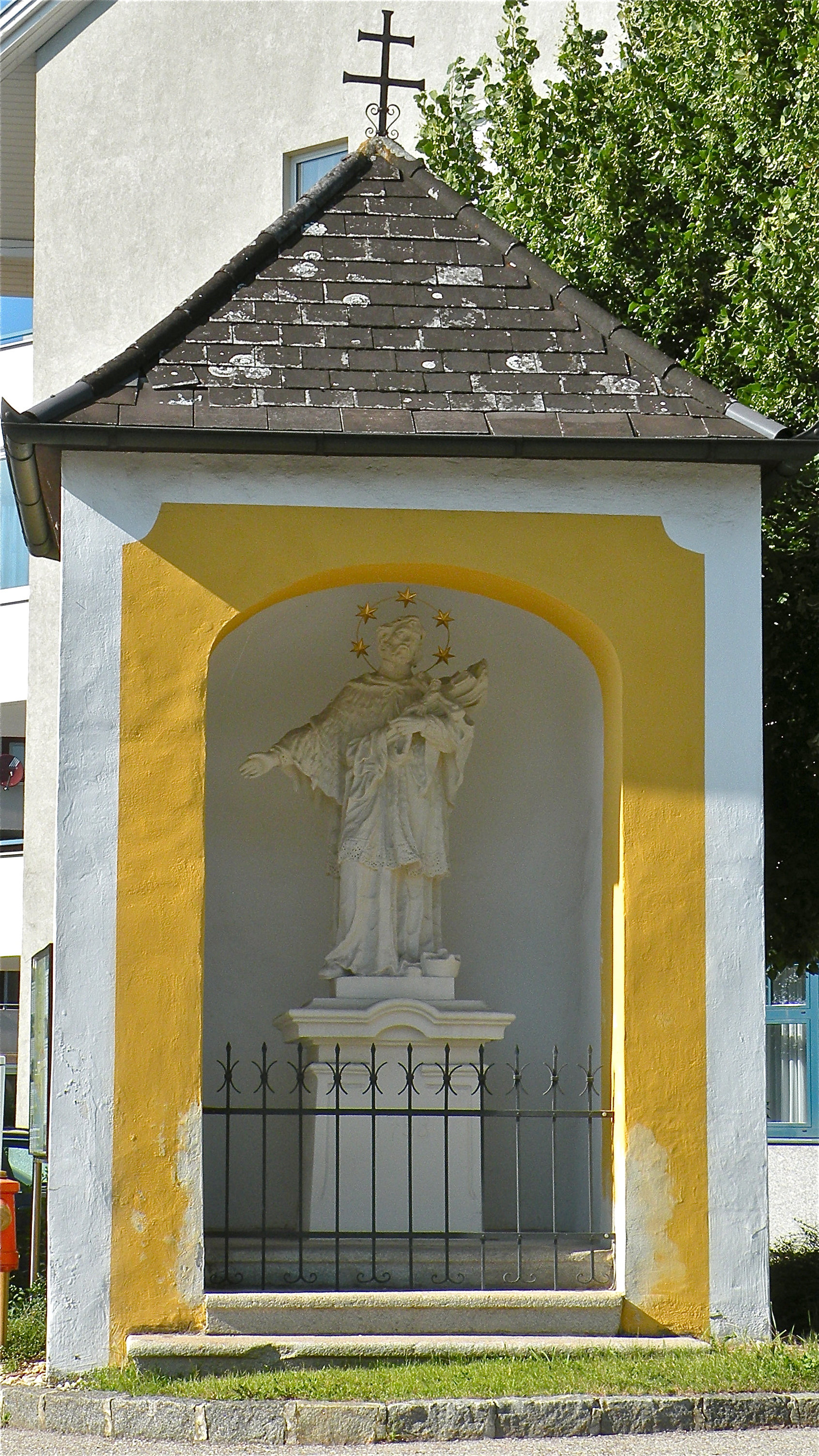
Nepomukkapelle am Beginn der Wellastraße in der Ortschaft Luftenberg

### Lage und Umgebung
Die größte Ausdehnung der Gemeinde beträgt von Nord nach Süd 7,2 und von West nach Ost 3,9 Kilometer. Das Gebiet der Marktgemeinde bedeckt eine Gesamtfläche von 16,86 Quadratkilometer. Davon sind 23 Prozent bewaldet, 46 Prozent werden landwirtschaftlich genutzt.
Die höchste Stelle des Luftenbergs im Südwesten der Gemeinde liegt auf 400 m ü. A. Der Hohenstein in der Ortschaft Forst befindet sich auf rund 500 m ü. A., wobei sich dessen höchste Stelle mit 526 m ü. A. bereits in der Nachbargemeinde Steyregg befindet. Die tiefstgelegenen Gebiete des Gemeindegebietes finden sich in der Ortschaft Abwinden auf240 m ü. A.
Die Landeshauptstadt Linz ist 13 Kilometer in westlicher, die Bundeshauptstadt Wien rund 170 Kilometer in östlicher Richtung von Luftenberg entfernt. Der nächste Grenzübergang nach Tschechien, Wullowitz in der Gemeinde Leopoldschlag, befindet sich nördlich von Luftenberg in 55 Kilometer Entfernung. Die Landesgrenze zu Niederösterreich befindet sich in rund 13 Kilometer Entfernung und kann über die Mauthausner Donaubrücken überschritten werden. Richtung Westen ist allgemein die Überquerung der Donau über die Linzer Donaubrücken möglich, während die Straße über das Kraftwerk Abwinden-Asten nur von Fußgängern und Radfahrer benützt werden darf.

### Geologie
Der Luftenberg ist aus geologischer Sicht der südlichste Ausläufer des Böhmerwaldes, der ein Teil des Böhmischen Massivs ist. Aus geologischer und geomorphologischer Sicht sowie unter Aspekten der Raumnutzung gehört das Gemeindegebiet von Luftenberg zu drei der 41 Raumeinheiten des Bundeslandes Oberösterreich. Der Großteil der Gemeindefläche liegt in der Raumheit Südliche Mühlviertler Randlagen. Im Norden reicht die Raumeinheit Zentralmühlviertler Hochland auf das Gemeindegebiet. Die in der Ebene befindlichen Flächen an der Donau, am Ausee sowie im Bereich von Abwinden auch nördlich der Donau zählen zur Raumeinheit Linzer Feld.
An den nach Süden ausgerichteten Hängen Luftenbergs befinden sich heute die Reste aufgelassener Steinbrüche, welche neben dem noch in der ersten Hälfte des 20. Jahrhunderts abgebauten Granit auch Pegmatite wie Apatit, Beryll, Rauchquarz, Albit, Mikrolin und kleinere Granate führten. In Luftenberg konnte erstmals das äußerst seltene Berylliumphosphat Herderit in glasigen, gelblichen Partien im Pegmatit nachgewiesen werden. Aus historischer Zeit sind auch ein Bergbau und eine Schmelzhütte auf dem Luftenberg überliefert. Fruchtbarer Löss und ein geeignetes Klima waren noch vor wenigen Jahrhunderten die Basis für Weinbau in dieser Gegend.
Nach wie vor von wirtschaftlicher Bedeutung sind die Sandvorkommen, die industriell abgebaut werden. Sie wurden vom Tertiärmeer vor rund 30 Millionen Jahren abgelagert.

### Ortsteile der Gemeinde und ihre Gewässer
| Katastralgemeinden                       | Ortschaften in der Gemeinde |
| ---------------------------------------- | --- |
| Luftenberg (12,00 km²) Pürach (4,87 km²) | Abwinden (D) Bahnhofsiedlung (Sdlg) Fall (R) Hintberg (W) Forst (ZH) · Grobetsweg (D) Lehen (R) Knierübl (R) · Luftenberg (Sdlg) Kutzenbergsiedlung (Sdlg) Weih (R) Pürach (R) · Statzing (D) · Steining (R) |
| Legende                                  | |

| In der Spalte Katastralgemeinden sind sämtliche Katastralgemeinden einer Gemeinde angeführt. In der Klammer ist die jeweilige Fläche in km² angegeben. |
| In der Spalte Ortschaften sind sämtliche von der Statistik Austria erfassten Siedlungen, die auch eine eigene Ortschaftskennziffer aufweisen, angeführt. In der Hierarchieebene derselben Spalte, rechts eingerückt, werden nur Ansiedlungen, die mindestens aus mehreren Häusern bestehen, dargestellt. Die wichtigsten der verwendeten Abkürzungen sind: - M = Hauptort der Gemeinde - Stt = Stadtteil - R = Rotte - W = Weiler - D = Dorf - ZH = Zerstreute Häuser - Sdlg = Siedlung - Hgr = Häusergruppe - E = Einzelgehöft (nur wenn sie eine eigene Ortschaftskennziffer haben) Die komplette Liste der Statistik Austria ist in: Topographische Siedlungskennzeichnung nach STAT Zu beachten ist, dass manche Orte unterschiedliche Schreibweisen haben können. So können sich Katastralgemeinden anders schreiben als gleichnamige Ortschaften bzw. Gemeinden. Quelle: Statistik Austria – |

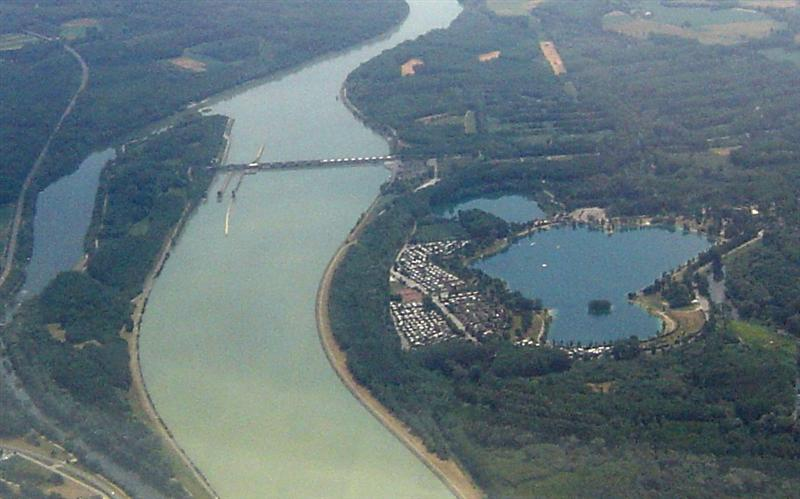
Die Donau teilt das Gemeindegebiet in einen nördlichen (links Teilansicht ohne Ortschaften) und einen südlichen Teil (rechts mit Ausee)

Das Gemeindegebiet umfasst folgende Ortschaften (in Klammern Einwohnerzahl Stand 1. Jänner 2024):
- Abwinden (1164) samt Bahnhofsiedlung, Fall und Hintberg
- Forst (112)
- Gröbetsweg (143) samt Lehen
- Knierübl (294)
- Luftenberg (1572) samt Kutzenbergsiedlung und Weih
- Pürach (111)
- Statzing (818)
- Steining (105)

Die politische Gemeinde Luftenberg besteht seit dem freiwilligen Zusammenschluss mit der Gemeinde Pürach seit 14. August 1937 aus den zwei Katastralgemeinden Luftenberg und Pürach. Die Katastralgemeinde Pürach liegt im nördlichen Teil des Gemeindegebietes. Dazu gehören die Ortsteile Forst, Gröbetsweg, Knierübl und Pürach. Die Katastralgemeinde Luftenberg bildet den südlichen Teil des Gemeindegebietes. In dem am linken Donauufer gelegenen Teil der Katastralgemeinde befinden sich die Ortsteile Abwinden, Luftenberg, Statzing und Steining.
Der am rechten Donauufer gelegene Teil der Katastralgemeinde ist vom übrigen Gemeindegebiet durch die Donau getrennt und befindet sich südlich der Ortsteile Steining und Abwinden. Er umfasst neben naturnahen Auflächen und stehenden Gewässern den 23 Hektar großen, bis zu neun Meter tiefen, durch Schotterabbau entstandenen und aus Grundwasserquellen gespeisten Ausee. Ab den 1970er-Jahren haben sich auf dem in Privatbesitz befindlichen Areal ein Campingplatz und weiteren Erholungseinrichtungen etabliert. Das keiner der Ortschaften Luftenbergs zugeordnete Gelände ist von Luftenberg nur zu Fuß oder mit einspurigen Fahrzeugen über das Kraftwerk Abwinden-Asten erreichbar. Die allgemeine Zufahrt erfolgt über Asten.
In der Gemeinde Luftenberg gibt es neben der Donau und kleineren Gerinnen keine nennenswerten Fließgewässer, da auch die Gusen das Gemeindegebiet im Osten der Ortschaft Abwinden nur berührt. Der Reichenbach fließt aus dem Gemeindegebiet von Steyregg kommend, zwischen Donau und Donau Straße nach Osten und bei der Reichenbachbrücke in Abwinden in den Altarm der Donau.

### Nachbargemeinden

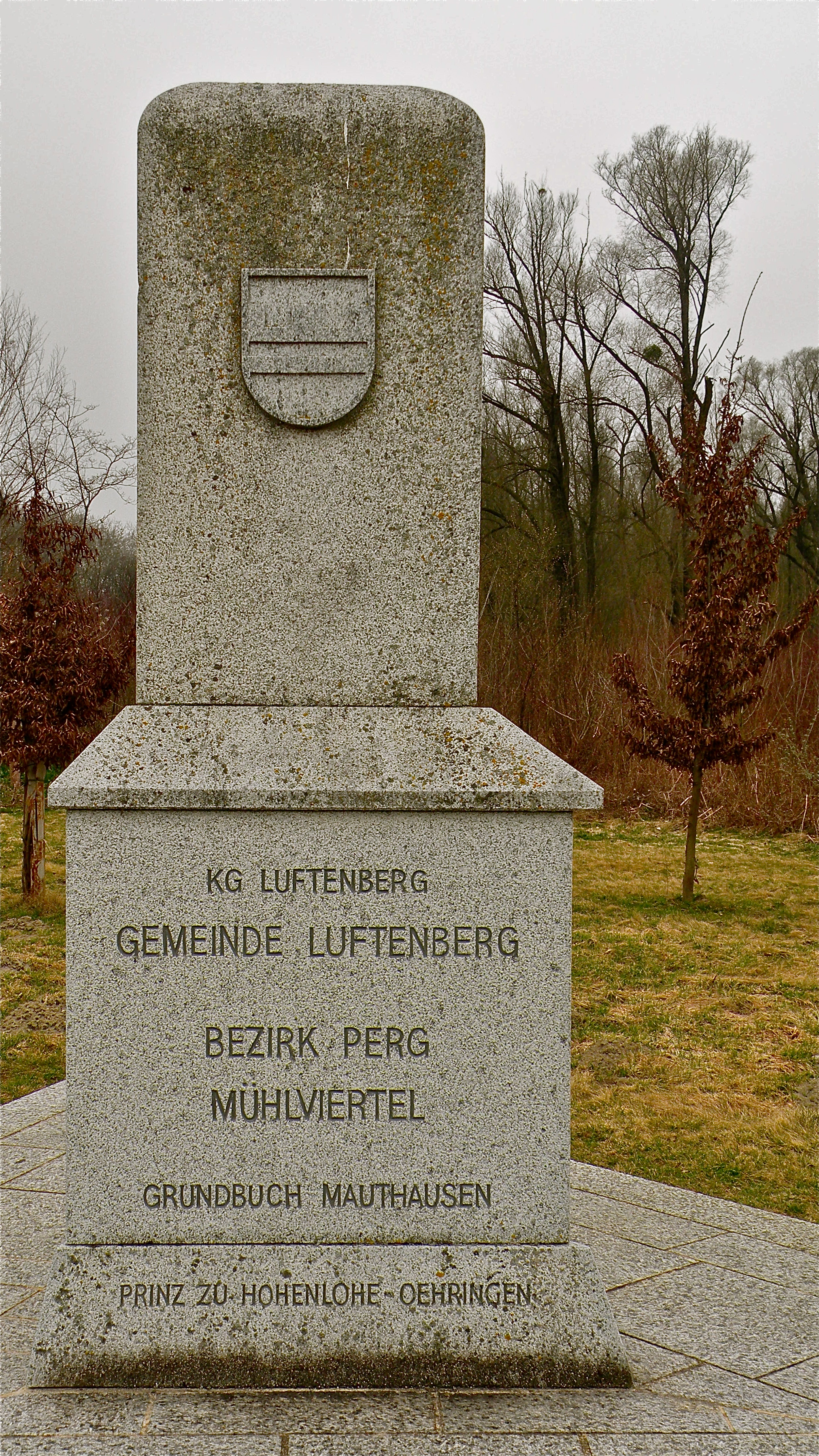
Dreibezirkestein, bei dem die Stadt Linz und die Bezirke Linz-Land und Perg zusammentreffen

Luftenberg grenzt einerseits an die Landeshauptstadt Linz und andererseits an sechs Gemeinden, die in drei verschiedenen oberösterreichischen Bezirken liegen. In der Nähe des Ausees befindet sich der Drei-Bezirke-Stein, an dem die Bezirke Linz-Land und Perg sowie die Stadt Linz aufeinander treffen.
|               | Engerwitzdorf (UU)                          |                                      |
| Steyregg (UU) | Kompassrose, die auf Nachbargemeinden zeigt | St. Georgen an der Gusen Langenstein |
| Linz (L)      | Asten (LL)                                  | Enns (LL)                            |

## Bevölkerung

### Bevölkerungsentwicklung
Die Einwohnerzahl in Luftenberg an der Donau stieg seit 1869 im Vergleich zum Bezirk Perg und zu Oberösterreich deutlich stärker, wobei die Wachstumsphase erst nach dem Zweiten Weltkrieg begann, während in den Jahrzehnten zuvor insgesamt nur ein geringer Bevölkerungszuwachs zu verzeichnen war.
In den einzelnen Ortsteilen war die Entwicklung der Einwohnerzahl sehr unterschiedlich: Die Entwicklung der Siedlungsgebiete in Abwinden führte seit 1869 zur Vervierfachung der Einwohnerzahl und zu einem Zusammenwachsen mit den Siedlungsgebieten der Nachbargemeinde St. Georgen an der Gusen. Noch stärker war das Bevölkerungswachstum in Luftenberg, wo sich seit 1869 die Einwohnerzahl fast versechsfacht hat. Hingegen stagnieren die Einwohnerzahlen in Pürach (1869: 127; 2001: 138) und in Steining (1869: 96; 2001: 107).

### Bevölkerungsstruktur nach Geschlecht, Alter und Bildung
Die Marktgemeinde Luftenberg an der Donau hatte am 1. Jänner 2010 3848 Einwohner, davon 1926 Männer und 1922 Frauen. Die grobe Altersstruktur der Bevölkerung zum 1. Jänner 2010 zeigt, dass 69,3 % der Luftenberger über 15 und unter 65 Jahre alt sind. Mit 15 % ist rund ein Siebentel der Bevölkerung jünger und mit 15,6 % fast ein Sechstel der Bevölkerung älter. Während der Anteil der Frauen in der Hauptgruppe etwas niedriger als bei der gesamten Bevölkerung ist, liegt er bei der jüngeren Bevölkerung mit 51,6 % und bei der älteren Bevölkerung mit 52,0 % deutlich über dem Anteil an der gesamten Bevölkerung.
Von den 3008 Luftenbergern, die 2001 über 15 Jahre alt waren, sind 1484 beziehungsweise 49,3 % Frauen. 121 der Luftenberger, das sind 4,0 % der über Fünfzehnjährigen, haben den Abschluss einer Universität, Fachhochschule oder Akademie, der Frauenanteil liegt mit 37,2 % deutlich unter dem der Bevölkerungsgruppe insgesamt. Weitere 292 Luftenberger, das sind 9,7 % der relevanten Bevölkerungsgruppe, haben die Matura, hier liegt der Frauenanteil mit 61,0 % deutlich über dem der betreffenden Bevölkerungsgruppe. 1554 Luftenberger, das sind mit 51,7 % mehr als die Hälfte der über Fünfzehnjährigen, haben eine Lehre oder berufsbildende mittlere Schule abgeschlossen, wobei der Frauenanteil 40,2 % beträgt. 1041 oder 34,6 % der Luftenberger haben nur einen Pflichtschulabschluss. Darunter sind mehr als zwei Drittel Frauen.

### Herkunft und Sprache
96,9 % der Luftenberger sind österreichische Staatsbürger und 94,1 % wurden in Österreich geboren. 1,6 % der Luftenberger kommen aus anderen EU-Staaten, 1,5 % aus Nicht-EU-Staaten.
Der mittel- oder donaubairische Dialekt ist eine bairische Dialektform, die in ganz Oberösterreich verbreitet ist. Der ostösterreichische Zweig des Mittelbairischen geht auf die Mundart des durch die bairische Ostsiedlung entstandenen babenbergischen Herrschaftsgebietes Ostarrichi zurück.
Bei der Volkszählung 2001 haben 3600 Personen (98,2 %) Deutsch als Umgangssprache angegeben, 34 (0,9 %) Türkisch, 2 (0,1 %) Kroatisch, 3 (0,1 %) Bosnisch, 1 Serbisch, 18 (0,5 %) Ungarisch, 15 (0,2 %) Tschechisch, 190 (2,6 %) eine sonstige Sprache.

### Religion
Bei der Volkszählung 2001 haben 3.044 Personen (83,1 %) römisch-katholisch als Religionsbekenntnis angegeben, 58 (1,6 %)islamisch, 86 (2,3 %) evangelisch, 10 (0,3 %) orthodox und 16 (0,4 %) sonstige Glaubensrichtungen. 451 (12,3 %) haben sich zu keiner Religion bekannt.
Luftenberg an der Donau gehört zur römisch-katholischen Pfarre St. Georgen an der Gusen, die zu den Pfarren des Dekanates Pregarten zählt.

## Geschichte
→ Siehe auch Geschichte von Sankt Georgen und den Nachbargemeinden

### Besondere geographische Lage
Teile des heutigen Gemeindegebietes von Luftenberg waren bereits in der Bronzezeit besiedelt, wobei als Ursache die günstige Erreichbarkeit über die Flüsse Traun, Enns und Donau vermutet wird. Grabfunde aus der Bronzezeit, ein urnenfelderzeitlicher Bronzedepotfund aus dem Jahre 1890 und eine etwa 8,8 Hektar große Wallburg auf dem Luftenberg mit einem Kultplatz belegen die frühgeschichtliche Bedeutung.
Luftenberg liegt direkt gegenüber der Einmündung der Traun in die Donau. Bei der unmittelbar an Luftenberg angrenzenden Ortschaft Raffelstetten befand sich im Mittelalter eine bedeutende Schiffslände (vgl. dazu die Raffelstettener Zollordnung um 906). Auch zur Zeit der Ungarneinfälle wenige Jahrzehnte später hatte der Luftenberg eine strategisch bedeutsame Funktion, weil die damalige Reichsgrenze auf Höhe der Traun zurückgenommen wurde und sich die Festung Luftenberg als Verteidigungsposten anbot.
Bedeutsam war die Region für den Salzhandel bereits in der Antike und im Frühmittelalter. Es ist bekannt, dass Saumwege auch über Luftenberg nach Norden führten. Bis zum Ende des 19. Jahrhunderts blieb im Ortsteil Steining ein Salzkeller erhalten, der erst durch beim Bau der Bahnlinie Linz–Budweis verschwand. Der Eigentümer des betreffenden Salzkellers war noch um 1600 mit dem Recht ausgestattet war, das sogenannte kleine Salz zu vertreiben.
Die Lage des Gemeindegebietes sowohl nördlich als auch südlich der Donau ist historisch bedingt. Die Donau hatte vor der Regulierung im 19. Jahrhundert zahlreiche Flussarme und Inseln und konnte über Furten leicht überquert werden. Der Burgfrieden der Veste Luftenberg erstreckte sich bis Raffelstetten und die zu Luftenberg gehörige Schwaighofer Taverne war noch um 1600 Umladeplatz für die mit Salzzillen auf der Traun herangebrachten Güter zum Weitertransport mit großen Schiffen auf der Donau.
Für die dort ansässigen Bauern waren nach der Donauregulierung die Grundstücke schwer zugänglich, weshalb sie diese an die Hohenlohische Forstverwaltung verkauften. Die Nachkommen betrieben zunächst Forstwirtschaft und bauten nach der Kraftwerkserrichtung Schotter ab. Seit dem Ende der 1970er-Jahre ist der dort entstandene Ausee ein Naherholungsgebiet.
Der Ortsteil Steining lag bis zur Donauregulierung direkt am nördlichen Hauptgerinne der Donau und der Ortsteil Abwinden wurde erst durch den Bau des Donaukraftwerks Abwinden-Asten in den 1970er-Jahren von der unmittelbaren Uferzone der Donau getrennt.
Bei Luftenberg trafen bis zum 18. Jahrhundert die damaligen vier Viertel des Erzherzogtums Österreich ob der Enns zusammen (Hausruckviertel, Traunviertel, Mühlviertel und Machlandviertel). Luftenberg liegt auf halber Distanz zwischen den historisch bedeutsamen Städten Linz und Enns. Nördlich der Donau führte seit dem Beginn des 16. Jahrhunderts durch Luftenberg die Hauderer Straße (Comercialstrasse) von Linz nach Niederösterreich.

### St. Emmeram, Niedernburg und St. Florian
Der Raum um den Luftenberg lag im Frühmittelalter noch im Einflussbereich der Reichsstadt Regensburg, obwohl Ortsnamen wie Statzing (Starz = End- oder Wendepunkt) oder Abwinden (Ach-Wenden = Biegung des Wassers) auf eine ursprünglich slawische Besiedlung des Raumes hinweisen. Auch für den Namen Luftenberg wurde slawischer Ursprung erwogen, was so viel wie Lug ins Land bedeuten sollte, höchstwahrscheinlich ist Luftenberg aber vom Personennamen Luffo mit angefügtem Beiwort berg abzuleiten.
Eine erste Erwähnung Luftenbergs erfolgte um 900 als Luffinperc im Zusammenhang mit einem Edlen namens Durinc in einer Schenkungsurkunde des Klosters St. Emmeram zu Regensburg. Luftenberg ist somit einer der wenigen Orte des heutigen Mühlviertels, der schon vor 1000 Erwähnung fand. 1111 bestätigte schließlich Bischof Ulrich I. von Passau den Zehent von Luffinberch dem Kloster St. Florian.
Der Ortsteil Abwinden gehörte ursprünglich als bayerische Hofmark, als Donauhafen und Ladstatt seit der Zeit Kaiser Heinrichs II. zur damals reichsunmittelbaren Abtei Niedernburg bei Passau und wurde 1208 erstmals urkundlich erwähnt. Diese Hofmark Abwinden stand in engen Zusammenhang mit der nahegelegenen Donauveste Spielberg, wobei jeweils der Herzog die Vogtei über den Klosterbesitz ausübte. Die Vogtei zu Abwinden wurde schließlich 1293 durch Herzog Albrecht I. an Ulrich I. von Kapellen verpfändet und in weiterer Folge der landesfürstlichen Herrschaft Klingenberg einverleibt.

### Herrschaft und Burg Luftenberg
Nur der nördliche Teil der Ortsgemeinde und späteren Katastralgemeinde Luftenberg gehörte ursprünglich der örtlichen Herrschaft Luftenberg an, deren Burg 1125 erstmals urkundlich erwähnt wurde. Für den schlossartigen Ausbau des Meierhofes Ende des 16. Jahrhunderts verwendete man das Material der teilweise abgetragenen alten Burg.
- → Hauptseite Burg Luftenberg
- → Hauptseite Schloss Luftenberg

### Wohn- und Naherholungsgemeinde Luftenberg an der Donau
Am 14. August 1937 entstand durch freiwilligen Zusammenschluss der bis dahin selbständigen Ortsgemeinden Luftenberg und Pürach das aktuelle Gemeindegebiet.
Die zweite Hälfte des 20. Jahrhunderts war in der Gemeinde Luftenberg geprägt von einem starken Bevölkerungswachstum, da sich zahlreiche Beschäftigte der Linzer Industrie- und Dienstleistungsbetriebe auf Grund der räumlichen Nähe in Luftenberg ansiedelten. Damit verbunden war ein Wandel der sozialen Strukturen in der Gemeinde verbunden, der sich insbesondere in der weitgehenden Loslösung vom nahegelegenen Markt St. Georgen an der Gusen ausdrückte.
In Luftenberg wurde in den Jahren 1969–1976 eine eigene Volks- und Hauptschule und 1981 ein erster Kindergarten errichtet. 1995 wurde anstatt des bisherigen Kindergartens im Ortsteil Statzing ein größeres Kindergartengebäude gebaut. Luftenberg wurde auch eigenständige Sanitätsgemeinde. Erhalten blieb die Zugehörigkeit zur Pfarre, zum Postamt und zur Polizeiinspektion St. Georgen. Kurioserweise liegt „Bahnhof St. Georgen/Gusen“ auf Luftenberger Gemeindegebiet.
Seit Oktober 1978 beherbergt Luftenberg als Schifffahrtspolizeidienststelle auch die Strom- und Schleusenaufsicht Abwinden, welche durch den Bau des Donaukraftwerkes Abwinden-Asten aus der ehemaligen Strom- und Hafenaufsicht Mauthausen hervorgegangen ist.
Zur Verkürzung der Anfahrtszeiten von Rettungsfahrzeugen, die bis dahin entweder von Perg oder von Linz herbeigeholt werden mussten, wurde in Luftenberg 1967 eine Ortsstelle des Österreichischen Grünen Kreuzes gegründet. Seit 1968 befindet sich weiters eine Ortsstelle des Roten Kreuzes im Nachbarort St. Georgen/Gusen.
Luftenberg wurde am 8. Februar 2010 zum Markt erhoben.

## Kultur und Sehenswürdigkeiten, Naturschutz

### Bauwerke
- Meierhof (Burg Luftenberg) – Areal des Linzer Golfclub
- Mauerreste der ehemaligen Veste Luftenberg
- Prähistorische Wallanlage Wallburg auf dem Luftenberg
- Johannes Nepomukkapelle am Beginn der Wellastraße

### Museen, Bauwerke und sonstige Sehenswürdigkeiten
- Heimathaus: Museum

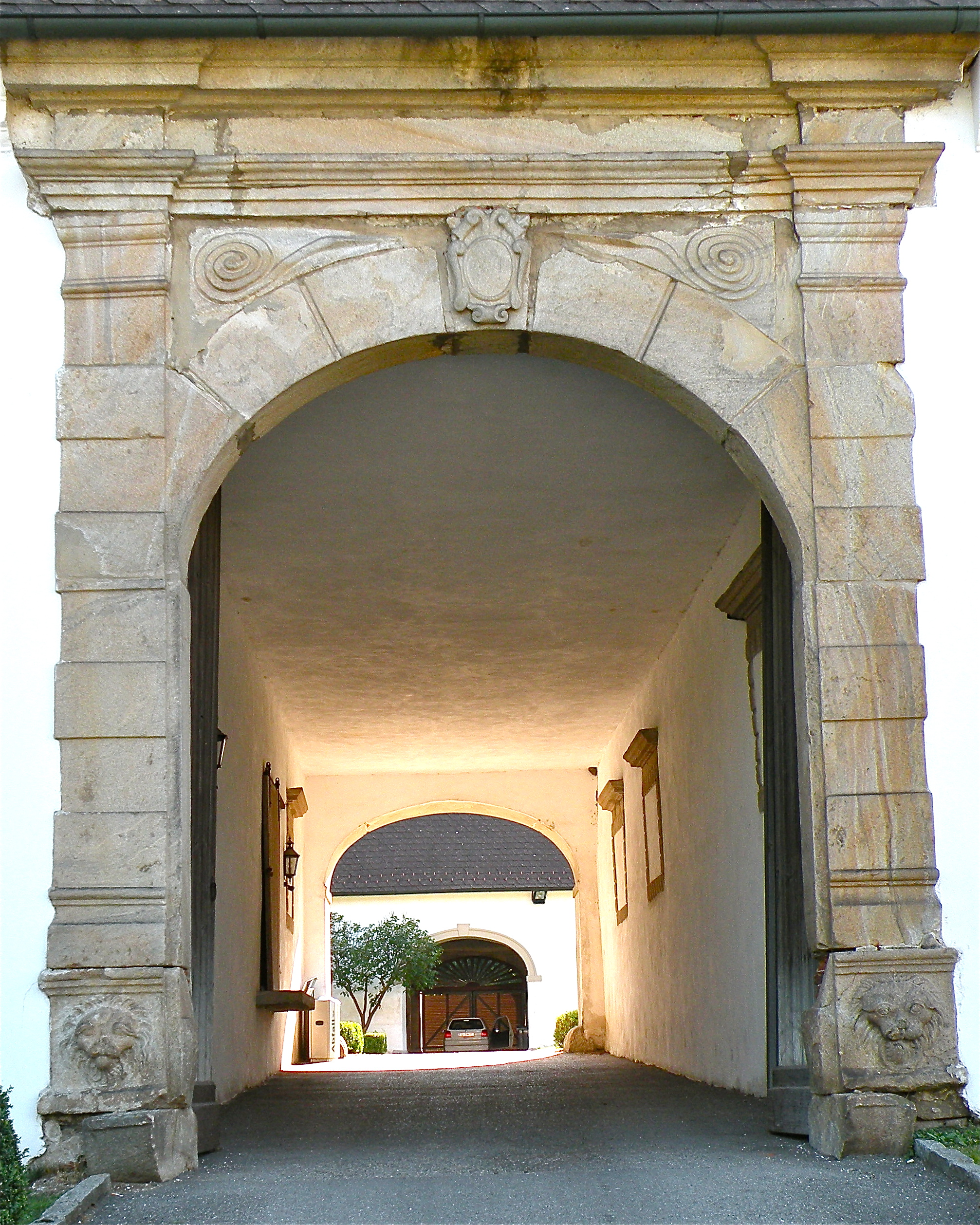
Ostportal von Schloss Luftenberg

- First Austrian Scotch Whiskey Museum

### Vereine
Der Heimatverein wurde besteht seit 1974, wobei auch zuvor bereits eine Gruppe von Heimatfreunden aktiv war. 1986 konnten mit dem Luftenberger Heimathaus erstmals eigene Räumlichkeiten bezogen werden, wo seither regelmäßig Ausstellungen zu heimatkundlichen Themen durchgeführt werden. 1992 enthüllte der Heimatverein zum 450-jährigen Jubiläum der Landschaftsschule im Schloss Luftenberg (Vorläufer des Akademischen Gymnasiums in Linz) einen Gedenkstein beim Meierhof. 1997 wurde das Luftenberger Heimatbuch vorgestellt.
Die Trachtenkapelle Luftenberg wurde 1977 gegründet.

### Naturschutz
Die Eiche am Ortsweiher ist im Naturschutzbuch der oberösterreichischen Landesregierung als Naturdenkmal eingetragen.

### Sport
Der Askö Luftenberg verfügt über die Sektionen Bogenschießen, Fußball, Judo, Leichtathletik, Stockschießen und Tennis. Diverse Mannschaften sind bei Meisterschaften aktiv. Weiterer Sportverein ist die Union Luftenberg.
Der Linzer Golfclub Luftenberg hat seine Räumlichkeiten im Meierhof. Die 18-Loch-Golfanlage auf dem Areal von Schloss Luftenberg wurde von Keith Preston gestaltet.
Das private Areal beim Ausee südlich der Donau ist ein Naherholungszentrum mit Bademöglichkeit, Wasserschilift u. a. Sportmöglichkeiten.
Durch das Gemeindegebiet führen der Donauradweg, der Donausteig und der Donau-Höhenwanderweg.

## Wirtschaft und Infrastruktur

### Beschäftigung und Einkommen
Die Anzahl der Arbeitsstätten stieg zwischen den beiden letzten Volkszählungen 1991 und 2001 um 66,7 % auf 70. Die Anzahl der Arbeitsplätze erhöhte sich im selben Zeitraum um 4,9 % auf 364.
Luftenberg an der Donau bot 2001 für 211 außerhalb der Gemeinde wohnende Personen Arbeitsplätze, während 1.551 Luftenberger auswärts arbeiteten. Mehr als die Hälfte der Einpendler kommt aus dem Bezirk Perg, während nur rund 14 % der Auspendler innerhalb der Grenzen des Bezirkes bleiben. Der Schwerpunkt der Pendlerziele liegt in Oberösterreich im Bezirk Linz Stadt, gefolgt von Linz-Land.
2001 waren 2,0 % der in Luftenberg beschäftigten erwerbstätigen Personen in der Land- und Forstwirtschaft tätig. In Industrie, Gewerbe und Bauwesen waren 2001 33,6 % beschäftigt. Der Anteil ist gegenüber 1991 beziehungsweise 1981 deutlich zurückgegangen, während der Anteil der im Dienstleistungsbereich tätigen Personen deutlich gestiegen ist.
Die Erwerbsquote war in Luftenberg im Jahr 2006 mit 49,0 % höher als im oberösterreichischen Durchschnitt, ebenso die Arbeitsmarktintegration beider Geschlechter. Die Beschäftigungsquote von Männern betrug 56,0 % und jene der Frauen 42,4 %.

### Verkehr
Durch das Gemeindegebiet führen die überregionalen Verkehrsverbindungen Donau Straße und Summerauerbahn.
Der Bahnhof der Nachbargemeinde St. Georgen an der Gusen befindet sich im Norden der Ortschaft Abwinden auf dem Gemeinde von Luftenberg an der Donau. Es bestehen ÖBB-Bahnverbindungen nach Linz und Richtung Norden durch das Mühlviertel bis zur tschechischen Grenze. Busverbindungen bestehen von verschiedenen Haltestellen aus hauptsächlich nach Linz, aber auch in die umliegenden Orte der Bezirke Perg und Freistadt.
Die Durchquerung der Ortschaft Statzing und des Ortszentrum von Luftenberg auf der ehemaligen B 3 (Vorläufer: Hauderer Straße) führte zu einer hohen Belastung der Bevölkerung durch den Verkehr, sodass in den 1980er-Jahren gemeinsam für die Orte Langenstein, St. Georgen an der Gusen und Luftenberg an der Donau eine Umfahrung entlang der Donau und des Reichenbaches gebaut wurde.
Die nächsten Donaubrücken für den allgemeinen Verkehr befinden sich in Mauthausen und in Linz. Die Straße über das Donaukraftwerk Abwinden-Asten ist nur für Fußgänger und Radfahrer geöffnet.
Die nächsten Anschlussstellen an die Westautobahn befinden sich bei St. Valentin sowie in Enns und Asten, wobei die Anfahrtszeit kaum mehr als zwanzig Minuten in Anspruch nimmt. Die nächsten Anschlussstellen an die Mühlkreis Autobahn befinden sich bei der VÖEST-Brücke in Linz bzw. in Engerwitzdorf und sind in zehn bzw. zwanzig Minuten erreichbar.

### Energie und Infrastruktur
Das Gemeindegebiet wird von der Linz-Strom mit elektrischer Energie versorgt. Der Ort ist an das Netz der OÖ. Ferngas AG angeschlossen. Die Abwasserbeseitigung erfolgt über die regionale Kläranlage der Linz AG in Asten. Die Wasserversorgung erfolgt durch das gemeindeeigene Wasserwerk. Der Friedhof für die Verstorbenen der Gemeinde befindet sich in St. Georgen an der Gusen. Die Verwaltung ist an ein gemeinsames Unternehmen ausgegliedert, das den Gemeinden Luftenberg an der Donau, St. Georgen an der Gusen und Langenstein gehört.
Kabelfernsehen, Telefon und Internet werden über die LIWEST, teilweise aber auch von der Kabel 4222 in St. Georgen an der Gusen angeboten, ein Großteil der Bewohner ist jedoch mit Satelliten-Empfangsanlagen ausgestattet und verfügt über Festnetz- oder Mobiltelefonanschlüsse verschiedener Anbieter.
In der Gemeinde wurde 1967 ein Stützpunkt des Grünen Kreuzes und 1968 ein Stützpunkt des Roten Kreuzes eröffnet. In Luftenberg sind ein praktischer Arzt und ein Zahnarzt ansässig. Über den Sozialhilfeverband Perg erfolgen Altenbetreuung, die Hauskrankenpflege, Heimhilfen Essen auf Rädern.
Es besteht je eine Feuerwehr in Luftenberg und Pürach.

### Bildung
Luftenberg an der Donau verfügt im Pflichtschulbereich über je eine Volksschule und eine Hauptschule. Der Besuch mittlerer und höherer Schulen erfolgt hauptsächlich in der Landeshauptstadt Linz sowie an weiteren Schulstandorten in der Umgebung. Für die vorschulische Kinderbetreuung gibt es neben den Einrichtungen der Gemeinde auch private Kinderbetreuungseinrichtungen. Kinderbetreuung außerhalb der Schulzeiten wird im Hort angeboten.
Lokale Einrichtungen für Erwachsenenbildung betreibt die (Volkshochschule Steyregg/Nebenstelle Luftenberg). Weitere Einrichtungen (Katholisches Bildungswerk sowie WIFI und BFI) sowie eine Landesmusikschule befinden sich in der Nachbargemeinde St. Georgen an der Gusen.

### Landwirtschaft
In Luftenberg bestanden 1999 75 land- und forstwirtschaftliche Betriebe, die eine Fläche von 1.462 Hektar bewirtschafteten. Davon waren 28 Haupterwerbsbetriebe mit 653 Hektar und 47 Nebenerwerbsbetriebe mit 8099 Hektar.
Wie überall auf Bezirks- und Bundeslandebene haben sich sowohl die Anzahl der Betriebe als auch die bewirtschafteten land- und forstwirtschaftlichen Flächen im Vergleich zum vorhergegangenen Erhebungszeitpunkt 1995 verringert. Die Anzahl der Haupterwerbsbetriebe und die von diesen bewirtschafteten Flächen sind zu Lasten der Nebenerwerbsbetriebe gestiegen. In Luftenberg waren 1999 236 Personen in land- und forstwirtschaftlichen Betrieben beschäftigt, alle waren familieneigene Arbeitskräfte, von denen 20 vollbeschäftigt waren. 101 waren mit weniger als 25 % ihrer Arbeitszeit in der Landwirtschaft tätig, die übrigen 115 zwischen 25 und 99 %.

### Tourismus
Im Tourismusjahr 2010 (November 2009 bis Oktober 2010) wurden in der Marktgemeinde insgesamt 2.876 Übernachtungen mit durchschnittlich 1,8 Aufenthaltstagen verzeichnet. 38 % der Nächtigungen entfielen auf inländische und 62 % auf ausländische Gäste.

## Politik
Bürgermeisterin ist Hilde Prandner (SPÖ).

### Bürgermeister von Luftenberg an der Donau
- Johann Lehner (1850 bis 1858)
- Franz Mühlberger (1858 bis 1861)
- Johann Mair (1861 bis 1867)
- Johann Wall (1867 bis 1870)
- Johann Bernhart (1870 bis 1874)
- Michael Erhart (1874 bis 1876)
- Peter Aichinger (1876 bis 1879)
- Michael Erhart (1879 bis 1894)
- Johann Preßlmayr (1894 bis 1909)
- Josef Radl (1909 bis 1924)
- Franz Pils (1924 bis 1934)
- Franz Mühlberger (1934 bis 1938)
- Franz Raml (1938 bis 1945)
- Ferdinand Schinnerl (1945 bis 1954)
- Wilhelm Mayrhofer (1954 bis 1987)
- Karl Buchberger (1987 bis 2014)
- Hilde Prandner (2014 bis dato)

### Bürgermeister von Pürach
- Johann Hager (1850 bis 1867)
- Josef Schützenberger (1867 bis 1870)
- Josef Biberauer (1870 bis 1876)
- Sebastian Linermayr (1876 bis 1879)
- Florian Stadler (1879 bis 1895)
- Johann Zehetner (1895 bis 1897)
- Franz Kühas (1897 bis 1900)
- Michael Puchner (1900 bis 1909)
- Johann Wöckinger (1909 bis 1919)
- Franz Hunger (1919 bis 1934)
- Alois Wizany (1934 bis 1937)

### Gemeinderat
Die Gemeinderats- und Bürgermeisterwahlen finden alle sechs Jahre zusammen mit der Landtagswahl statt. 1945 erreichte die SPÖ mit 60,8 % der Stimmen die absolute Mehrheit, gefolgt von der ÖVP mit 37,6 % und der KPÖ mit 1,6 % der Stimmen. Seither bewegt sich der Stimmenanteil der SPÖ zwischen 75,8 im Jahr 1967 und 51,2 % im Jahr 1997. Der Stimmanteil der ÖVP lag zwischen 38,1 % im Jahr 1955 und 23,3 % im Jahr 2003. Die FPÖ bzw. WdU bzw. FW erzielte zwischen 18,6 % im Jahr 1997 und 3,3 % im Jahr 1979. Die Stimmenanteile der übrigen Parteien sind vernachlässigbar.
In den Gemeinderat werden 25 Mandatare gewählt.
- Mit den Gemeinderats- und Bürgermeisterwahlen in Oberösterreich 1997 hatte der Gemeinderat folgende Verteilung: 13 SPÖ, 8 ÖVP und 4 FPÖ.[22]

- Mit den Gemeinderats- und Bürgermeisterwahlen in Oberösterreich 2003 hatte der Gemeinderat folgende Verteilung: 18 SPÖ, 6 ÖVP und 1 FPÖ.[23]

- Mit den Gemeinderats- und Bürgermeisterwahlen in Oberösterreich 2009 hatte der Gemeinderat folgende Verteilung: 16 SPÖ, 6 ÖVP und 3 FPÖ.[24]

- Mit den Gemeinderats- und Bürgermeisterwahlen in Oberösterreich 2015 hatte der Gemeinderat folgende Verteilung: 11 SPÖ, 6 ÖVP, 5 FPÖ und 3 GRÜNE.[25]

- Mit den Gemeinderats- und Bürgermeisterwahlen in Oberösterreich 2021 hat der Gemeinderat folgende Verteilung: 12 SPÖ, 7 ÖVP, 3 FPÖ und 3 GRÜNE.[26][27]

### Gemeindefinanzen
Im Jahr 2009 hatte die Marktgemeinde Luftenberg an der Donau Gesamteinnahmen von 5,5 Millionen Euro (2008: 12,0 Millionen Euro) und Gesamtausgaben in Höhe von 11,5 Millionen Euro (2008: 11,8 Millionen Euro). Die größten Einnahmequellen waren die Ertragsanteile aus dem Finanzausgleich mit 2,4 Millionen Euro und die Kommunalsteuer mit 247 T€. Luftenberg lag mit 768 Euro an 18. Stelle bei der Finanzkraft pro Kopf im Bezirk Perg und lag an 343. Stelle von 445 Gemeinden in Oberösterreich. Die Gemeindeschulden pro Kopf betrugen 1.097 Euro; Luftenberg nahm damit im Bezirk Rang 25 von 26 und in Oberösterreich Rang 364 von 445 Gemeinden ein.

### Wappen
Das Gemeindewappen wurde am 17. August 1970 von der oberösterreichischen Landesregierung verliehen und die vom Gemeinderat festgesetzten Gemeindefarben genehmigt.
Das Wappen zeigt den Zinnenbalken aus dem Wappen der Grub, denen im 14. Jahrhundert die Herrschaft Luftenberg gehörte. Gleichzeitig wird damit an die damals bedeutende, heute fast ganz verschwundene Burg Luftenberg auf dem Luftenberg hoch über den Donauauen erinnert. Die blaue Leiste unterstreicht die Lage der Donau als festen Bestandteil des Gemeindenamens.
Offizielle Beschreibung des Gemeindewappens: In Rot ein goldener, oben zweimal gezinnter Balken, belegt mit einer blauen Leiste. Die Gemeindefarben sind Rot-Gelb-Rot.

## Persönlichkeiten

### Persönlichkeiten, die mit Luftenberg in Verbindung stehen
- Martin Aichinger (* 1592 in Luftenberg; † 1636 in Linz): protestantischer Hilfsprediger und Bauernkriegsführer
- Michael Erhart (* 1864 in Statzing (Luftenberg); † 1926 in St. Georgen an der Gusen): Schmied und Mundartdichter
- Alfred Flattinger (* 1952), Grafik-Designer, unterrichtet an der HTL für Bau und Design in Linz

### Ehrenbürger von Luftenberg
- Wilhelm Enzenhofer, Vizebürgermeister
- Leopold Hanl, Vizebürgermeister
- Rupert Hartl, Landeshauptmann-Stellvertreter
- Johann Kraberger, Vizebürgermeister
- Josef Mayrhofer, Landesrat
- Wilhelm Mayrhofer, Bürgermeister und Landtagsabgeordneter
- Anton Mühlbauer, Pfarrer von St. Georgen/Gusen
- Franz Mühlberger, Bürgermeister
- Josef Pfanzagl, Gemeindearzt der Sanitätsgemeinde St. Georgen/Gusen
- Michael Pleiner, Vizebürgermeister
- Leopold Rechberger, Pfarrer von St. Georgen/Gusen
- Franz Rienmüller, Bezirkshauptmann von Perg
- Johann Schusser, k.u.k Statthalterei-Rat und Bezirkshauptmann von Perg
- Johann Weinzinger, Gemeinderat
- Erwin Wenzl, Landeshauptmann von Oberösterreich
- Josef Leimhofer, Vizebürgermeister